# Abutilon lepidum
Abutilon lepidum là một loài thực vật có hoa trong họ Cẩm quỳ. Loài này được (F.Muell.) A.S.Mitch. mô tả khoa học đầu tiên năm 1980.